# Giuseppe Caboni
Giuseppe Caboni (San Gavino Monreale, 9 aprile 1966) è un allenatore di pallacanestro italiano.
Ha allenato Chieti, Ragusa e Battipaglia nella massima serie femminile.

## Carriera
Comincia giovanissimo come allenatore giovanile per poi diventare già nel 1992 capo allenatore della società di Serie C femminile del GSO Elmas, con cui ottiene subito la promozione.
Nel 1999 il passaggio al settore maschile come head coach ad Oristano (in DNC) dove resta tre anni prima di passare all'Esperia Cagliari (DNC) fino al 2005 raggiungendo ogni anno i play-off.
Poi nel 2005-'06 il ritorno alla femminile, prima alla Virtus Cagliari poi Pontedera e nel 2007-2008 Ancona (Serie A2) dove vince la regular season. Nel 2009-'10 è ad Alcamo e anche qui raggiunge la semifinale play-off, tanto da meritare la chiamata del CUS Chieti nel 2010-'11. Ritorna a vincere la regular season e raggiunge ancora la finale promozione per la Serie A1 femminile. L'anno seguente il Cus Chieti ottiene la promozione in Serie A1.
Dopo l'esperienza a Chieti sceglie di tornare alla pallacanestro maschile ottenendo la carica di capo allenatore a Cagliari (DNB).
Nel giugno 2022 diventa assistente di Mirco Diamanti sulla panchina della Passalacqua Ragusa. Gli subentra dopo le dimissioni, guidando la squadra contro Sassari, e infine ritorna al suo ruolo di assistant coach al fianco di Lino Lardo.
L'8 dicembre 2023 è scelto come allenatore della O.ME.P.S. Battipaglia. Il 29 gennaio 2024, la PB63 O.ME.P.S. Battipaglia ne ufficializza l'interruzione del rapporto di collaborazione; è sostituito da Mario Alberto Conte, che già da qualche giorno aveva assunto la guida tecnica.

## Palmarès
- Campionato italiano di Serie A2: 1
CUS Chieti: 2011-12